# Evangelische Kirche Frankenhausen (Mühltal)

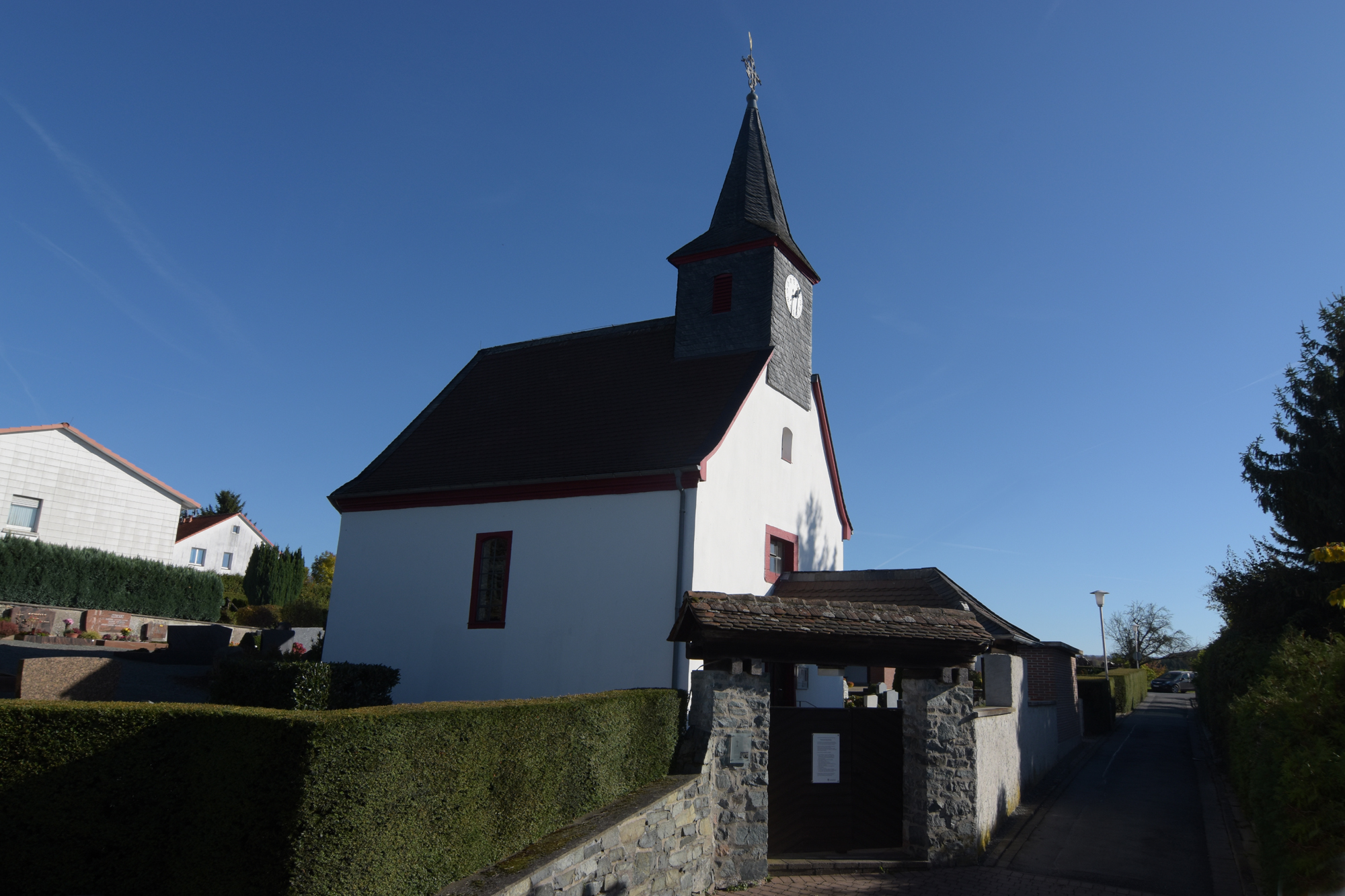
Evangelische Kirche Frankenhausen (2016)

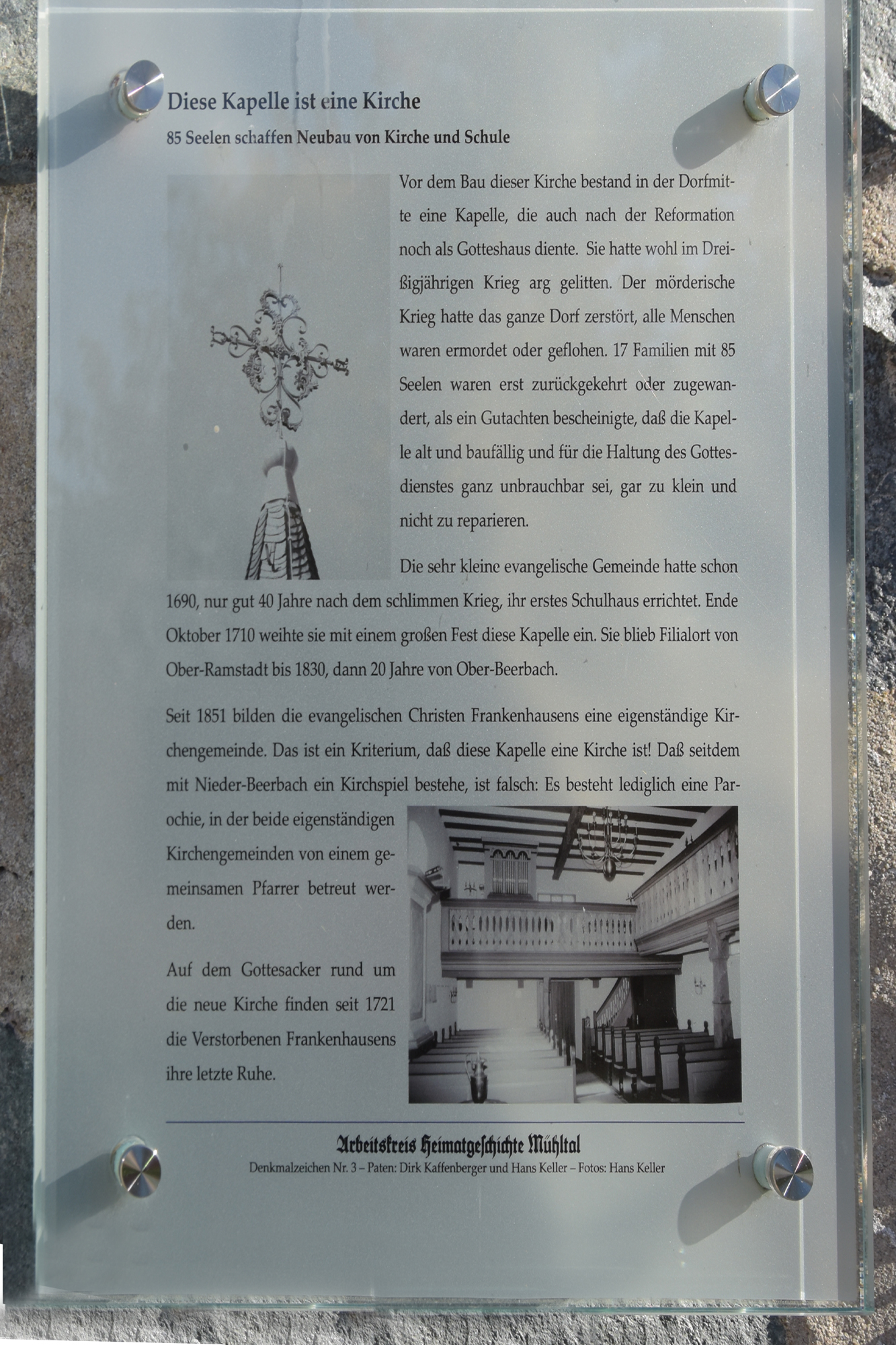
Plakette an der Kirche (2016)

Die Evangelische Kirche Frankenhausen ist eine Kirche in Frankenhausen in der südhessischen Odenwaldgemeinde Mühltal.

## Architektur und Geschichte
Die kleine Kapelle wurde in den Jahren 1708–1710 am Osthang des Dorfes Frankenhausen als Saalbau mit 3/8-Schluss erbaut.
Über dem Giebel der Kapelle erhebt sich ein quadratischer Dachreiter mit spitzer achtseitiger eingeknickter Haube.
Die Haube wird von einem schmiedeeisernen Kreuz bekrönt.
In die Bruchsteinwände sind rechteckige Fensteröffnungen mit flachen Stichbögen und einfachen Sandsteingewänden eingelassen.
Innen hat die Kapelle eine flache Holzbalkendecke.
An zwei Seiten befinden sich hölzerne Emporen, die an der rückwärtigen Seite eine kleine barocke Orgel aufnehmen.
Im hölzernen Türstock der Kapelle ist die Jahreszahl 1709 eingeschnitzt.
Wegen ihrer baukünstlerischen und geschichtlichen Bedeutung ist die kleine Kirche von Frankenhausen ein Kulturdenkmal.
Die Evangelische Kirchengemeinde Frankenhausen, die mit der benachbarten Kirchengemeinde Nieder-Beerbach pfarramtlich verbunden ist, gehört zum Dekanat Darmstadt in der Propstei Starkenburg der Evangelischen Kirche in Hessen und Nassau.